# Contea autonoma hui di Dachang
La contea autonoma hui di Dachang (大厂回族自治县S, Dàchǎng Huízú ZìzhìxiànP) è una contea della Cina, situata nella provincia di Hebei e amministrata dalla prefettura di Langfang.